# Unaufmerksamkeitsblindheit
Unaufmerksamkeitsblindheit (auch Blindheit wegen Unaufmerksamkeit; engl. inattentional blindness) ist die Nichtwahrnehmung von Objekten, bedingt durch die eingeschränkte Verarbeitungskapazität des menschlichen Gehirns.

## Überblick
Die Nichtwahrnehmung größerer Veränderungen an Objekten in der Umgebung nennt man Veränderungsblindheit (change blindness). Zusammengefasst legen diese Feststellungen den Schluss nahe, dass nur Objekte und Details wahrgenommen oder bemerkt werden, auf die die Aufmerksamkeit gerichtet wurde. Das Gehirn  muss selektieren, welche Informationen relevant sind und welche weniger. Erst indem sich die Aufmerksamkeit einem Reiz zuwendet, wird dieser bewusst. Die Ausrichtung der Aufmerksamkeit beeinflusst die Aktivität bestimmter Gehirnstrukturen.

## Experimente von Mack und Rock
Mack und Rock (1998) stellten ihre Versuchspersonen zunächst vor die Aufgabe zu entscheiden, ob die horizontale oder die vertikale Linie eines für 200 Millisekunden gezeigten Kreuzes länger sei. Im dritten Durchgang des Experiments wurde unerwartet ein anderer Stimulus (z. B. ein kleines Quadrat) eingeblendet. Anschließend wurden die Versuchspersonen gefragt, ob sie diesen gesehen hätten, was etwa 25 Prozent verneinten. Diese „sehende Blindheit“ scheint daher zu rühren, dass die Versuchspersonen den Stimulus nicht erwartet haben und sich auf etwas anderes, nämlich das Kreuz konzentrierten. Mack und Rock nennen dieses Phänomen inattentional blindness bzw. auf Deutsch Unaufmerksamkeitsblindheit.
Da sie davon ausgehen, dass es keine bewusste Wahrnehmung ohne Aufmerksamkeit gibt, kommen sie zu dem Schluss, dass die anderen Stimuli die Aufmerksamkeit von 75 Prozent der Versuchspersonen geweckt und somit auf sich gezogen haben.

## „Gorillas in unserer Mitte“ (Simons und Chabris)
Die Studie „Gorillas in unserer Mitte“ (engl.: Gorillas in Our Midst)  der University of Illinois zeigt, dass urbane Menschen selbst einen vorbeigehenden Menschen im Gorillakostüm übersehen können. Aufbauend auf klassischen Studien zur geteilten visuellen Aufmerksamkeit und Bezug nehmend auf Unaufmerksamkeitsblindheit von Mack und Rock untersuchten Simons und Chabris in ihrem Gorilla-Experiment das Phänomen der Unaufmerksamkeitsblindheit für komplexe Objekte und Ereignisse in bewegten Szenen. Die Ergebnisse der Untersuchung legen nahe, dass die Wahrscheinlichkeit, ein unerwartetes Objekt zu bemerken, sowohl von der Ähnlichkeit dieses Objekts mit den anderen präsentierten Objekten als auch von der Schwierigkeit der ursprünglichen Beobachtungsaufgabe abhängt. Simons und Chabris verweisen auf verschiedene Studien (u. a. Ulrich Neisser 1979, Grimes 1996, Mack & Rock 1998), die gezeigt haben, dass bewusste Wahrnehmung Aufmerksamkeit zu verlangen scheint.
Das Material für Simons’ und Chabris’ Experiment zum Unaufmerksamkeitsblindheits-Phänomen sind vier Videos von jeweils 75 Sekunden Dauer. Jeder Film zeigt zwei Teams mit je drei Spielern, eins trägt weiße, das andere schwarze T-Shirts. Die Mitglieder jedes Teams spielen sich einen normalen orangefarbenen Basketball durch Werfen oder Dribbeln zu. Nach 44 bis 48 Sekunden ereignet sich etwas Unerwartetes: In der Regenschirmfrau-Version (Umbrella Woman) geht eine große Frau mit einem aufgespannten Regenschirm von links nach rechts durch das Geschehen. In der Gorilla-Version läuft eine kleinere Frau, die vollständig in ein Gorillakostüm gehüllt ist, auf die gleiche Weise durchs Bild. Während dieser unerwarteten Ereignisse setzen die Basketballspieler ihre Aktionen unbeirrt fort.
Weiterhin gibt es die Videos in jeweils zwei Stilen: in einer transparenten Version (transparent condition) und einer undurchsichtigen (opaque condition). Für Erstere wurden weißes und schwarzes Team sowie der „Zwischenfall“ zunächst separat gefilmt, anschließend teilweise transparent gemacht und mithilfe digitaler Nachbearbeitung übereinander gelegt. Für die undurchsichtige Version wurden alle sieben Akteure gleichzeitig gefilmt. Herausgekommen sind vier Filme: Transparent/Umbrella Woman, Transparent/Gorilla, Opaque/Umbrella Woman, Opaque/Gorilla.

### Versuche
Die erste Versuchsanordnung (Transparent/Umbrella Woman) entspricht der von Neisser (1979), die Simons und Chabris in ihrem Artikel auch beschreiben. Bevor sie ein Video sehen, erhalten die Versuchspersonen die Aufgabe, sich entweder auf das Team in Weiß oder das in Schwarz zu konzentrieren und sämtliche Ballwechsel des beobachteten Teams im Kopf mitzuzählen (easy condition) bzw. die geworfenen und die gedribbelten Ballwechsel getrennt zu zählen (hard condition).
Nachdem die Versuchspersonen das Video gesehen und ihren Beobachtungsauftrag erfüllt hatten, wurden sie gebeten, ihre Zahlen niederzuschreiben. Anschließend fragte man sie, ob ihnen (a) während des Zählens etwas Ungewöhnliches aufgefallen sei, (b) ob sie noch etwas anderes als die sechs Spieler bemerkt hätten, (c) ob jemand anders im Video aufgetreten sei, schließlich: (d) Hast du einen Gorilla (eine Frau mit Regenschirm) durch das Bild gehen sehen?
Letztlich blieben für die Auswertung 192 Versuchspersonen übrig (einige mussten ausscheiden, weil sie ein ähnliches Experiment bereits kannten, vergaßen mitzuzählen usw.), von denen, quer durch alle oben genannten Versionen des Films, 54 Prozent den „Zwischenfall“ bemerkten und 46 Prozent nicht. (Simons und Chabris schlüsseln die Ergebnisse auf nach transparent und opaque condition, easy und hard condition.) Interessant ist, dass die Frau mit dem Regenschirm öfter entdeckt wurde als die im Gorillakostüm (65 % versus 44 %). Und weiter: Die Versuchspersonen, die das schwarze Team beobachteten, bemerkten den Gorilla öfter als die, die das weiße Team im Fokus ihrer Aufmerksamkeit hatten (schwarz 58 %, weiß 27 %). Allerdings machte es für das Entdecken der Frau mit dem Regenschirm nur einen kleinen Unterschied, ob weiße oder schwarze Ballwechsel gezählt wurden (schwarz 62 %, weiß 69 %). Der Gorilla war schwarz, während die Frau mit dem Regenschirm hell gekleidet war und sich vom schwarzen wie vom weißen Team gleichermaßen abhob.

## Ergebnisse
- Ungefähr die Hälfte der Versuchspersonen nimmt ein länger dauerndes, eigentlich sehr auffälliges, jedoch unerwartetes Ereignis nicht wahr, wenn sie mit einer elementaren Beobachtungsaufgabe beschäftigt ist.
- Die Höhe der Unaufmerksamkeitsblindheit hängt ab vom Schwierigkeitsgrad der Beobachtungsaufgabe.
- Die Versuchspersonen nehmen eher Notiz von einem unerwarteten Ereignis, wenn dieses wesentliche visuelle Merkmale (wie Farbe) mit der zu beobachtenden Situation teilt – ein Widerspruch zum traditionellen Pop-out-Phänomen in visuellen Suchaufgaben (und im Gegensatz zu Neisser, 1979).
- Objekte können sich direkt durch das Zentrum der Aufmerksamkeit bewegen (foveales Sehen) und werden trotzdem nicht „gesehen“, wenn wir ihnen keine spezielle Aufmerksamkeit entgegenbringen.